# Organización de Pioneros José Martí
Die Organización de Pioneros José Martí (OPJM, deutsch: Pionierorganisation José Martí) ist die Dachorganisation für die Kinder und Jugendlichen Kubas.

## Vorgänger der OPJM
Im Jahre 1931 entstand die Liga der Pioniere Kubas (LPC), die fünf Jahre existierte. Nach der kubanischen Revolution wurde am 4. April 1961 die Unión de Pioneros Rebeldes (UPR – Union der rebellischen Pioniere) gegründet, die ein Jahr später in Unión de Pioneros de Cuba (UPC) umbenannt wurde. Obwohl bis 1966 nur „ausgesuchte“ Kinder Mitglied bei den Pionieren werden konnten, stieg die Mitgliederzahl kontinuierlich.

## Gründung
Auf dem 3. Kongress des Kommunistischen Jugendverbandes Kubas im Jahre 1977 wurde beschlossen, die UPC in die Organización de Pioneros José Martí umzuwandeln, wobei große Änderungen in Struktur und Betrieb der Organisation vorgenommen wurden. Seitdem umfasste die Pionierorganisation alle Kinder und Jugendlichen von der ersten bis zur neunten Klasse.

## Prioritäten
Die Prioritäten der OPJM sind folgende:
- Training der Pioniere zu zukünftigen Frauen und Männern zur Fortführung des Werkes der Revolution.
- Weckung der Interessen für Lehre und Studium, des Sinns für Soziale Verantwortung und der Liebe zum Vaterland.
- Formung des Habitus' der Arbeit in den Kindern
- Einimpfung der Liebe zu den Märtyrern und Helden des Vaterlandes sowie der Kenntnisse der wichtigsten Ereignisse der Geschichte Kubas.
- Entfalten von Aktivitäten in Sport, Kultur und Erholung.
- Förderung ethischer und moralischer Werte bei den Kindern.

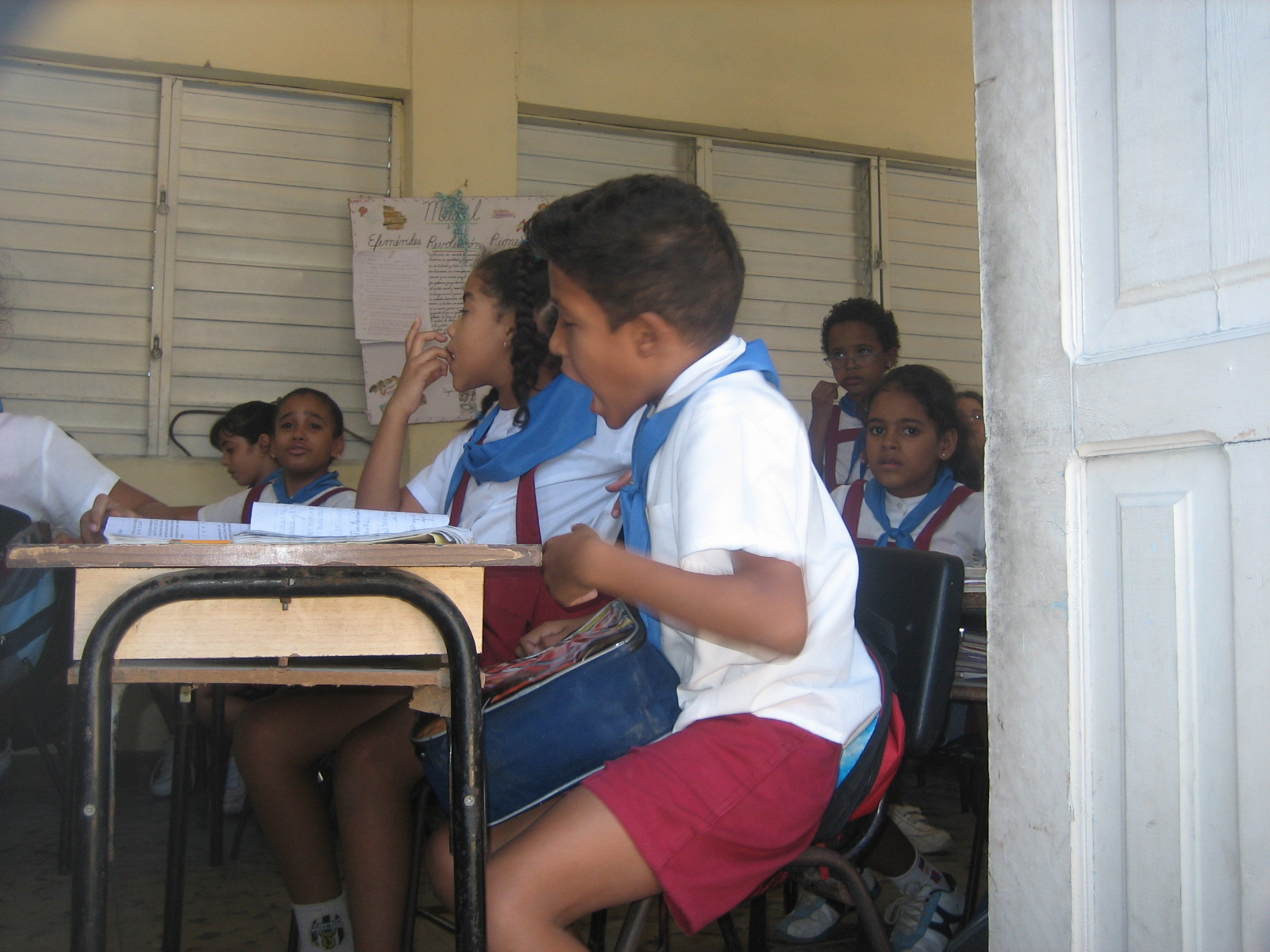
Junge Pioniere („Moncadistas“) in einer kubanischen Grundschule

Im Juli 2013 kündigte die Leitung der OPJM an, dass die Ausbildung der Betreuer gestärkt sowie bei den Diskussionen auf die Wünsche der Pioniere eingegangen werden soll. Alle bisherigen Untergruppen werden nun zu den Exploradores (span: Erkundern) zusammengefasst. Auch sollen stärker nach Alterskategorieren differenzierte Veranstaltungen angeboten werden.

## Gruppierungen
Die Pioniere sind nach Alter und Schuljahr eingestuft: Von der ersten bis zur dritten Klasse sind sie Moncadistas, benannt nach dem Sturm auf die Moncada-Kaserne. Von der vierten bis zur sechsten Klasse sind sie primer nivel José Martí (erste Stufe) und von der siebten bis zur neunten Klasse sind sie segundo nivel José Martí (zweite Stufe).
Die Organisation hat mehr als 1,5 Millionen Mitglieder. Das Motto der Organisation lautet: “Pioneros por el comunismo ¡Seremos como el Che!” („Pioniere für den Kommunismus - wir werden sein wie Che!“).